# Bourgneuf (Charente-Maritime)
Bourgneuf település Franciaországban, Charente-Maritime megyében. Lakosainak száma 1441 fő (2022. január 1.). Bourgneuf Dompierre-sur-Mer, Montroy, Périgny és Sainte-Soulle községekkel határos.

## Népesség
A település népességének változása:
| Lakosok száma | 313  | 841  | 1044 | 1058 | 1088 | 1157 | 1275 | 1375 | 1394 | 1441 |
|               | 1968 | 1982 | 1990 | 2006 | 2013 | 2015 | 2017 | 2019 | 2020 | 2022 |